# CONCACAF Champions League 2020
Die CONCACAF Champions League 2020 war die 12. Spielzeit des wichtigsten Wettbewerbs für Vereinsmannschaften in Nord- und Zentralamerika sowie der Karibik im Fußball unter diesem Namen. Das Turnier begann am 18. Februar 2020 und sollte ursprünglich im Mai 2020 enden. Wegen der Corona-Pandemie war der Wettbewerb ab Mitte März 2020 unterbrochen. Er wurde im Dezember 2020 an einem zentralen Ort in den Vereinigten Staaten beendet. Die restlichen Spiele fanden alle im Exploria Stadium in Orlando statt.
Der mexikanische Verein UANL Tigres gewann den Wettbewerb zum ersten Mal durch ein 2:1-Sieg im Finale gegen den Los Angeles FC und qualifizierte sich damit als Repräsentant der CONCACAF für die FIFA-Klub-Weltmeisterschaft 2020 in Katar. Torschützenkönig wurde der Franzose André-Pierre Gignac von UANL Tigres mit sechs Toren. Er wurde außerdem zum besten Spieler des Wettbewerbs ernannt.

## Modus
An der CONCACAF Champions League 2020 nahmen 16 Mannschaften aus 8 Nationen teil. Der Wettbewerb wurde ausschließlich im K.-o.-System ausgetragen. Angefangen vom Achtelfinale bis einschließlich dem Finale, sollte jede Runde mit Hin- und Rückspiel gespielt werden. Bis einschließlich des Halbfinales sollte bei einem Unentschieden nach beiden Spielen die Auswärtstorregel angewendet werden und wenn dadurch kein Sieger ermittelt werden konnte, sollte es zum Elfmeterschießen kommen; eine Verlängerung wäre nicht ausgespielt worden. Im Finale hätte die Auswärtstorregel keine Anwendung gefunden, dafür wäre – wenn nötig – eine Verlängerung ausgespielt worden.
Für die Fortsetzung im Dezember 2020 wurde der Modus angepasst. Die restlichen Runden wurden alle in einem Spiel entschieden. Bei einem Unentschieden kam es, außer im Finale, direkt zum Elfmeterschießen. Für die noch auszuspielenden Rückspiele des Viertelfinales galt noch der alte Modus mit Anwendung der Auswärtstorregel.

## Teilnehmerfeld
| - Mexiko (Liga MX 2018/19) - Club América - UANL Tigres - CD Cruz Azul - Club León - Vereinigte Staaten (Major League Soccer 2019, Open Cup 2019) - Los Angeles FC - New York City FC - Atlanta United - Seattle Sounders - Kanada (Canadian Championship 2019) - Montreal Impact |  | - Zentralamerika (CONCACAF League 2019) - CD Saprissa - AD San Carlos - Alianza FC - CSD Comunicaciones - CD Motagua - CD Olimpia - Karibik (CFU Club Championship 2019) - Portmore United FC |

## Achtelfinale
Die Auslosung fand am 10. Dezember 2019 statt. Die Hinspiele fanden vom 18. bis zum 20. Februar 2020 statt, die Rückspiele wurden vom 25. bis zum 27. Februar 2020 ausgetragen.
|                    | Gesamt          |                  | Hinspiel | Rückspiel |
| ------------------ | --------------- | ---------------- | -------- | --------- |
| CD Motagua         | 1:4             | Atlanta United   | 1:1      | 0:3       |
| CSD Comunicaciones | 2:2 (3:5 i. E.) | Club América     | 1:1      | 1:1       |
| Portmore United FC | 1:6             | CD Cruz Azul     | 1:2      | 0:4       |
| Club León          | 2:3             | Los Angeles FC   | 2:0      | 0:3       |
| Alianza FC         | 4:5             | UANL Tigres      | 2:1      | 2:4       |
| AD San Carlos      | 3:6             | New York City FC | 3:5      | 0:1       |
| CD Olimpia         | 4:4 (4:2 i. E.) | Seattle Sounders | 2:2      | 2:2       |
| CD Saprissa        | (a)2:2(a)       | Montreal Impact  | 2:2      | 0:0       |

## Viertelfinale
Drei der vier Hinspiele wurden am 10. und 11. März 2020 ausgetragen, das vierte Spiel war für den folgenden Tag geplant, wurde aber, ebenso wie die Rückspiele, wegen der Corona-Pandemie auf unbestimmte Zeit ausgesetzt. Die verbleibenden Spiele wurden am 15. und 16. Dezember 2020 nachgeholt.
|                  | Gesamt    |                | Hinspiel | Rückspiel |
| ---------------- | --------- | -------------- | -------- | --------- |
| Club América     | 3:1       | Atlanta United | 3:0      | 0:1       |
| New York City FC | 0:5       | UANL Tigres    | 0:1      | 0:4       |
| Montreal Impact  | (a)2:2(a) | CD Olimpia     | 1:2      | 1:0       |

|                | Ergebnis |              |
| -------------- | -------- | ------------ |
| Los Angeles FC | 2:1      | CD Cruz Azul |

## Halbfinale
Die Hinspiele waren ursprünglich vom 7. bis zum 9. und die Rückspiele vom 14. bis zum 16. April 2020 geplant. Nach der Unterbrechung wurden die Spiele am 19. Dezember 2020 ausgetragen.
|                | Ergebnis |              |
| -------------- | -------- | ------------ |
| UANL Tigres    | 3:0      | CD Olimpia   |
| Los Angeles FC | 3:1      | Club América |

## Finale
| UANL Tigres                                                        | UANL Tigres | Los Angeles FC | Los Angeles FC | Aufstellung                                  |
| ------------------------------------------------------------------ | --- | --- | -------------- | -------------------------------------------- |
| UANL Tigres                                                        | \| 22. Dezember 2020 um 22:00 Uhr (EST) in Orlando (Exploria Stadium) \| \| Ergebnis: 2:1 (0:0) \| \| Schiedsrichter: Mario Escobar ( Guatemala) \| \| Spielbericht \| | \| 22. Dezember 2020 um 22:00 Uhr (EST) in Orlando (Exploria Stadium) \| \| Ergebnis: 2:1 (0:0) \| \| Schiedsrichter: Mario Escobar ( Guatemala) \| \| Spielbericht \|                                                                                                   | Los Angeles FC | Aufstellung UANL Tigres gegen Los Angeles FC |
| UANL Tigres                                                        | Nahuel Guzmán – Luis Rodríguez Alanís, Hugo Ayala (74. Francisco Meza), Carlos Salcedo, Jesús Dueñas (71. Raymundo Fulgencio) – Luis Enrique Quiñones (87. Francisco Venegas), Guido Pizarro , Rafael Carioca, Javier Aquino (88. Eduardo Tercero) – Leonardo Fernández (71. Nicolás López), André-Pierre Gignac Cheftrainer: Ricardo Ferretti ( Brasilien) | Kenneth Vermeer – Tristan Blackmon, Jesús Murillo (88. Brian Rodríguez), Eddie Segura, Diego Palacios – Latif Blessing, Mark-Anthony Kaye, José Cifuentes (67. Francisco Ginella), Carlos Vela – Danny Musovski (46. Kwadwo Opoku), Diego Rossi Cheftrainer: Bob Bradley | Los Angeles FC | Aufstellung UANL Tigres gegen Los Angeles FC |
| UANL Tigres                                                        | 1:1 Ayala (72.) 2:1 Gignac (84.) | 0:1 Rossi (61.) | Los Angeles FC | Aufstellung UANL Tigres gegen Los Angeles FC |
| UANL Tigres                                                        | Spieler des Spiels: Luis Rodríguez Alanís (UANL Tigres) | | Los Angeles FC | Aufstellung UANL Tigres gegen Los Angeles FC |
| 22. Dezember 2020 um 22:00 Uhr (EST) in Orlando (Exploria Stadium) | | |                |                                              |
| Ergebnis: 2:1 (0:0)                                                | | |                |                                              |
| Schiedsrichter: Mario Escobar ( Guatemala)                         | | |                |                                              |
| Spielbericht                                                       | | |                |                                              |